# Diego Luzuriaga
Diego Luzuriaga (Loja, 1955) és un compositor equatorià. Luzuriaga estudiar a l'Ecole Normale de Musique de París, a la Manhattan School of Music i la Universitat de Colúmbia a Nova York. Entre els seus professors Gerardo Guevara, Yoshihisa Taira i Messies Maiguashca. Es va dedicar a l'Equador amb la recerca i l'enregistrament de la música folklòrica dels Andes i la música llatina. Va obtenir també una beca Guggenheim. A més d'una òpera i obres per a orquestra que va compondre obres per a cor i orquestra, música de cambra i cançons.

## Llista d'obres
- Mademoiselle Satan per a baríton i piano sobre un poema de Jorge Carrera Andrade, 1982
- Felipillo per a orquestra, 1986
- Triciclo per a Violí, Cello i Piano, 1986
- Brasilia per a flauta, percussió i sintetitzador, 1986
- Ludus Spectralis per a flauta, marimba i percussió, 1986
- Flötenkonzert, 1986-91
- Incienso per a orquestra. 1988
- La Múchika, Cinc peces per a flauta i piano, 1988
- Concertino Colorum per a flauta i onze instruments, 1990
- Tierra... Tierra... per a dues flautes, Comissionada per Aurèle Nicolet i Robert Aitken, 1992
- Once Canciones per la cantant i guitarra, 1998
- Liturgia per Shinobue i orquestra, 2000
- Shaman per a baríton i orquestra, 2001
- Romería a la Virgen del Cisne per a cor i orquestra de cordes, 2002
- Resurrección en Quito, obra multimèdia amb text parlat, cançons, ràdio teatre, desfilades, campanes, tambors i focs artificials, 2003.
- Quito Mitico, Cantata, 2004
- Canticum Canticorum per a cor i orgue, 2004
- Manuela y Bolívar, Òpera, 2006
- Ritmos y Lugares del Ecuador, Cinc danses per a violí i guitarra, 2006